# غرفة 39
غرفة 39 أو مكتب 39 وهي منطقة سرية تابعة لحكومة كوريا الشمالية، ومُخصص للتعامل مع قضايا التهريب والمخدرات وللحفاظ على مال الرشوة بالعملات الأجنبية للزعيم كيم جونغ أون.

## تاريخ
تم إنشاء الغرفة 39 بواسطة كم إل سونغ في أواخر السبعينيات. وقد وُصِف بأنه المحور الأساسي لما يسمى بـ «اقتصاد المحاكم» في كوريا الشمالية الذي يركز على أسرة كيم الحاكمة. وفقًا كيم كوانج جين، في عام 1972 ، أنشأ كيم جونغ إيل قسمًا مركزيًا للحزب يسمى «المكتب رقم 39» الذي سمي على اسم المكتب التعسفي حيث بدأ العمل. في البداية كان المكتب تحت إشراف اللجنة المركزية حزب العمال الكوري.في أوائل عام 2010 ، ذكرت وكالة أنباء كوريا الجنوبية وكالة يونهاب للأنباء أن كيم دونغ، رئيس القسم، تم استبداله بنائبه، Jon Il-chun.ذكر Chosun Ilbo أنه بقيادة Kim Jong-il ، تم دمجها في الغرفة 39 في أواخر عام 2009 ، ولكن تم تقسيم الاثنين مرة أخرى في عام 2010 بسبب الصعوبات في الحصول على العملات الأجنبية. غرفة 38 تتعامل مع أموال عائلة كيم في الأعمال القانونية وتعمل كمؤسسة أمامية.

## الغرض والأنشطة
الغرفة 39 تشارك أيضًا في إدارة أرباح العملات الأجنبية من فنادق الأجانب في بيونغ يانغ، وتعدين الذهب والزنك، والصادرات الزراعية والسمكية. يُعتقد أنهم يديرون شبكات من الشركات غير القانونية والقانونية التي غالبًا ما تغير الأسماء. عدد الشركات - في وقت ما، يصل عددهم إلى 120 - يُعتقد أن الغرفة 39 تسيطر عليها تشمل Zokwang Trading و Taesong Bank . العديد من المنسوجات التي تبلغ قيمتها 500 مليون دولار والتي تصدرها كوريا الشمالية كل عام تحمل ملصقات زائفة «مصنوعة في الصين»، ويقال إن أجور العمال الكوريين الشماليين الذين تم إرسالهم إلى الخارج للعمل والتي تقدر بـ500 مليون دولار قد أضافت 500 مليون دولار إلى ملياري دولار سنويًا إلى دخل الغرفة 39.
ذكر تقرير صدر عام 2007 عن مشروع الألفية التابع للاتحاد العالمي لجمعيات الأمم المتحدة أن كوريا الشمالية تحقق ما يقدر بـ 500 مليون دولار إلى مليار دولار سنويًا من الشركات غير المشروعة. تشمل العمليات الإجرامية التي تم الإبلاغ عن إدارتها من قبل الغرفة 39 الاتجار بالدولار الأمريكي المزيف، والبيع المزيف الفياجرا، وتصدير المخدرات الترويحية N-methylamphetamine والحصول على النفط الروسي باستخدام التجار في سنغافورة. في مرحلة ما، وصلت المعاملات والتجارة من خلال مكتب 39 إلى 25 إلى 50٪ من إجمالي كوريا الشمالية.
عام 2009 ، حدد تقرير Washington Post مخططًا عالميًا للاحتيال في مجال التأمين من قبل كوريا الشمالية. الحكومة الكورية. سعت شركة كوريا الوطنية للتأمين المملوكة للدولة (KNIC) إلى عقود إعادة تأمين مع معيدي تأمين دوليين ثم قدمت مطالبات احتيالية؛ كانت العقود محكومة بالقانون الكوري الشمالي ولم تكن الطعون القانونية مثمرة. تم الإبلاغ أيضًا عن عمليات تزوير في المستندات.
يُعتقد أيضًا أن الغرفة 39 تدير سلسلة مطاعم كورية شمالية في الخارج تسمى بيونغ يانغ.
في عام 2015، وضع الاتحاد الأوروبي KNIC تحت وأضافت أن KNIC لديها روابط مع مكتب 39. وأفادت التقارير أن KNIC (التي لها مكاتب في هامبورغ، ألمانيا ولندن، المملكة المتحدة) لديها أصول بقيمة 787 مليون جنيه إسترليني في عام 2014 وشاركت في الاحتيال على أسواق التأمين وصنع الاستثمارات في العقارات والعملات الأجنبية. تاي يونغ هو، دبلوماسي كوري شمالي انشق في عام 2016 ، قال إن كوريا الشمالية تكسب كل عام «عشرات الملايين من الدولارات» من خلال الاحتيال في التأمين.
كان ري جونغ هو مسؤولًا كبيرًا في منظمة غرفة 39 لمدة 30 عامًا تقريبًا. انشق إلى كوريا الجنوبية في عام 2014 وإلى الولايات المتحدة في عام 2016. كان ري رئيس مجلس إدارة مجموعة Kumgang الكورية التي شكلت مشروعًا مشتركًا مع رجل أعمال صيني لإدارة شركة سيارات أجرة في بيونغ يانغ، رئيس شركة شحن كورية شمالية ورئيسها لفرع صيني من Daeheung ، وهي شركة تجارية كورية شمالية تعمل في مجال المأكولات البحرية والفحم والشحن والنفط. في مقال صحفي نُشر عام 2017 ، وصف ري كيف تهرب من العقوبات عن طريق تحويل الأموال من الصين إلى كوريا الشمالية عن طريق السفن والقطارات.
وجدت مراجعة عام 2020 من قبل دائرة المخابرات الوطنية أن كايسونج كوريا من المحتمل أن شركة Koryo Insam Trading Corporation كانت واجهة للغرفة 39.